# Круглоозерка (Новосибірська область)
Круглоозерка (рос. Круглоозёрка) — присілок у Барабінському районі Новосибірської області Російської Федерації.
Входить до складу муніципального утворення Шубінська сільрада. Населення становить 98 осіб (2010).

## Історія
Згідно із законом від 2 червня 2004 року органом місцевого самоврядування є Шубінська сільрада.

## Населення
| 1926 | 2002 | 2007 | 2010 |
| ---- | ---- | ---- | ---- |
| 625  | ↘171 | ↘163 | ↘98  |